# Лаборе, Эрик
Эри́к Лаборе́ (фр. Éric Laborey; настоящее имя Эмманюэ́ль Мари́ Поль Жан Лаборе́ фр. Emmanuel Marie Paul Jean Laborey; 16 июля 1950, Париж, Франция — 27 мая 1982, там же) — французский актёр и театральный режиссёр.

## Биография
Эмманюэль родился в семье известного инженера-садовода, Жана Лаборе (фр. Jean Laborey, 1910—2001), одного из создателей Ассоциации ботанических парков Франции (фр. Association des Parcs Botaniques de France, A.P.B.F.), президента и соучредителя Хранилища специализированных растительных коллекций (фр. Conservatoire des Collections Végétales Spécialisées, CCVS), в честь которого назван сорт камелии японской, и его супруги, Клотильд Мари Сесиль Дениз Рау (фр. Clotilde Marie Cécile Denise Raoux). Эмманюэль был последним из шести детей пары: Мари-Анник, Винсана, Вероник, Паскаля и Дени.

### Жизнь в кино
Эрик Лаборе становится известен своим дебютом в главной роли в 1969 году в интеллектуальной драме «Муж желаний»" французского режиссёра Доминика Делуша (фр. Dominique Delouche). В этом фильме с Эммануэль Рива и Франсуа Тиммерманом (фр. François Timmerman) он играет персонаж по имени Руди (он же, по-простому, Жан). Сюжет картины заключается в том, что христианский писатель Этьен, женатый на Валентине, испытывает двусмысленную привязанность к Руди и, чтобы помочь этому плывущему по течению молодому человеку, постепенно идёт на любую жертву, что и предопределяет трагическую развязку.
Доменик Делуш рассказывает:

Я впервые встретил Эрика-Эмманюэля на выпускном экзамене в Консерватории XV округа Парижа, где я был членом жюри. Жан Лоран был одним из моих друзей и преподавателем Эмманюэля. Он играл сцену, по-моему, из Достоевского и меня очень порадовал. […] Я подготавливал тогда съёмки «Мужа желаний» и искал исполнителя неизвестного и в то же время не «секс-бомбу», что уничтожило бы смысл фильма. Он проходил пробы среди четырёх других конкурентов, и окончательно меня убедил. На роль Этьена я также искал и нашёл исполнителя (Франсуа Тиммерман), лишённого всякой предвзятости в глазах публики. […] В имени Эрик не надо искать никакого символа. Я дал роль Эмманюэль Рива и опасался чтобы эти два имени не повредили друг другу. Краткое имя Эрик Эмманюэль воспринял, по-моему, как призыв к новой жизни.Оригинальный текст (фр.) J'ai connu Eric-Emmanuel lors d'un concours de fin d'année du Conservatoire du XVème à Paris où j'étais juré. Jean Laurent était un de mes amis et le professeur d'Emmanuel. Il a passé une scène, je crois, de Dostoievski et il m'a enthousiasmé.
Je préparais alors le tournage de l'Homme de Désir et cherchais un interprète qui ne soit pas connu et qui ne soit pas une "bombe sexuelle" ce qui aurait atterri le sens du film. Il a fait un essai parmi quatre autres concurrents et il m'a définitivement convaincu. Pour le rôle d'Etienne je cherchais également et j'ai trouvé un interprète (François Timmerman) vierge de tout préconçu aux yeux du public.
Pour le prénom d'Eric, il ne faut chercher aucun symbole. Ayant engagé Emmanuelle Riva, je craignias que les deux prénoms ne se fassent du tort. Eric était court et Emmanuel l'a accepté, je crois, comme un encouragement à une nouvelle vie.
Несмотря на то, что Эрик Лаборе показал несомненный талант в своём первом фильме и, по мнению критики, был очень хорош в амплуа «дьявола с лицом ангела», но сложное и неоднозначное для того времени творение было плохо принято публикой и не принесло молодому актёру большого успеха. Эрик снимется потом только в двух фильмах для большого экрана в эпизодических ролях.
В 1974 году в военной драме «Специальное отделение» Коста-Гавраса, созданной на основе реальных событий, он играет роль члена молодёжной группы левых активистов, который страхует своего товарища, Фредо, застелившего немецкого морского офицера на платформе метро в оккупированном Париже 21 августа 1941 года.
В 1975 году в фильме Франка Кассанти (фр. Frank Cassenti) «Красная афиша», сюжет которого также берёт начало в историческом факте периода немецкой оккупации, он исполняет роль Роже Рукселя (фр. Roger Rouxel), одного из участников Сопротивления из «Группы Манушяна», казнённых для примера в крепости Мон-Валерьен (фр. Mont Valérien) 21 февраля 1944 года.
Одновременно Эрик Лаборе много снимается для телевидения: он появляется в четырёх телефильмах и в нескольких телесериалах, часто исполняя небольшие роли. В 1976 году он играет главного героя, повзрослевшего Гийома Пудепьеса, в 6-ти серийном сериале режиссёра Клод-Жана Боннардо (фр. Claude-Jean Bonnardot) «Дедушка-викинг».

### Жизнь в театре
Но Эрик Лаборе был прежде всего театральным актёром и театральным режиссёром-постановщиком.
В 1968 году он вместе со своим другом Жан-Люком Женером (фр. Jean-Luc Jeener ) — в то время им было по 18 лет — создаёт театральную компанию, названную Compagnie de l'Élan, которая получит официальный статус в 1976 году под совместным руководством Эрика Лаборе и Жан-Люка Женера.
«Дон Жуан» Мольера был первым спектаклем, представленным ими в 1968 году в Лицее Жансон-де-Сайи в Париже. Потом за ним последуют десятки других спектаклей, в первые годы поставленных с использованием подручных средств, в различных укромных уголках и углах Парижа и его пригородов — везде, где был интерес и открытое пространство: в Консьержери (фр. La Conciergerie), в Университетском городке (фр. La Cité Universitaire), в церквях и криптах. Компания будет чередовать пьесы для детей, такие как: «Сын дракона» (Le Fils du dragon) и музыкальная комедия «Прекрасная сарацинка» (La Belle Sarrasine) (в Théâtre 13, 1979) с более суровыми произведениями, как Le Rachat (в Théâtre Essaïon, 1979), или более монументальными, как l’An Mil (в La Cité Internationale,1980). В каждом из них было занято уже более 30-ти актёров.
Наряду с традиционными пьесами они ставят новые произведения, в том числе оригинальные, написанные Жан-Люком Женером, и решительно двигаются к представительству тогда ещё малоизвестных во Франции драматургов. Они ставят два раза: в 1977 году Le Sang fort и в 1979 году Les Gens des Marais (в оригинале англ. The Strong Breed) — пьесы великого африканского драматурга Воле Шойинка (англ.  „Wole“ Soyinka), будущего лауреата Нобелевской премии.
В 1981 году в Париже в рамках ежегодного фестиваля культуры и музыки для поддержания старого городского квартала Маре (Festival du Marais) они с большим успехом представляют одноактную лирическую комедию «Ловушка медузы» (Le piège de Méduse) Эрика Сати в постановке Эрика Лаборе, которая получает одобрительные отзывы критики.
В 1983 году эту пьесу Compagnie de l'Élan повезёт в Бразилию и в Аргентину. После чего «Ловушка медузы» в постановке Эрика Лаборе будет показана в Ирландии на Театральном фестивале в Дублине (англ. The Dublin Theatre Festival).

### Личная жизнь
12 сентября 1974 года Эрик Лаборе вступает в брак с французской актрисой Анной Марбо (фр. Anne Marbeau), с которой имеет двух сыновей: Арно Лаборе (фр. Arnaud Laborey), 1976 г.р., и Этьена Лаборе (фр. Etienne Laborey), 1981 г.р.
27 мая 1982 года, не дожив немного до своего 32-го дня рождения, Эрик Лаборе добровольно уходит из жизни в офисе Compagnie de l'Élan на улице Сен-Мор.
Французский актёр, певец, композитор и постановщик Джонатан Керр (фр. Jonathan Kerr) вспоминает:

Я встретил Эрика в 1978 году, кажется, в том же месяце умер Брель. Пьеса называлась Aucassin и Nicolette, средневековая сказка. Я был очень молодым актёром, а он имел больше опыта. Он был страстным и очень упёртым, мы прекрасно ладили, но я ещё не был, вероятно, достаточно справным, чтобы оправдать его ожидания. Через некоторое время я узнал о его самоубийстве, что меня сильно расстроило.Оригинальный текст (фр.) J'ai rencontré Eric en 1978, je crois bien que Brel est mort ce même mois. La pièce s'appelait Aucassin et Nicolette, un conte médiéval. J'étais très jeune comédien et lui avait plus d'expérience. Il était passionné et très jusqu'au boutiste nous nous sommes bien entendus mais je n'avais sans doute pas encore tout à fait les armes pour répondre à ses attentes. J'ai appris son suicide quelques temps plus tard qui m'a bouleversé
В то время как младший сын Эрика Лаборе, Этьен, профессионально занимается сценическим светом, его старший сын, Арно, является специалистом в сфере рекламы. В 2016 году Арно Лаборе публикует в издательстве Denise Labouche Editions свою первую книгу под названием Au balcon des insomnies. Этот роман, на стыке жанров фэнтези, фантастики и научной фантастики, отражает беспокойство автора по поводу современного развития общества.

## Память
- В честь Эрика Лаборе назван один из залов в театре Théâtre 13, где он поставил много спектаклей.
- Жан-Люк Женер, драматург, режиссёр и театральный критик, ныне руководитель Théâtre du Nord-Ouest, также назвал большой зал в своём театре, Salle Laborey, именем рано ушедшего друга.

## Творчество

### Фильмография

#### Кинофильмы
- 1969 — Муж желаний (L’Homme de désir), реж. Доминик Делуш (фр. Dominique Delouche) — Жан Куртуа, или Руди
- 1975 — Специальное отделение (Section spéciale), реж. Коста-Гаврас — напарник Фредо, участник Сопротивления
- 1976 — Красная афиша (L’Affiche rouge), реж. Франк Кассанти — Роже Руксель

#### Телевизионные фильмы
- 1976 — Судьба господина де Рошамбо (Destinée de Monsieur de Rochambeau), реж. Дэниель Ле Конт (фр. Daniel Le Comte) — виконт де Рошамбо
- 1978 — Инсценировка (Le coup monté), реж. Жан Космо (фр. Jean Cosmos) — инспектор Сюблен
- 1981 — В пятницу в Эльзасе (Vendredi en Alsace)
  - эпизод — Это случилось в Андлау (C’est arrivé à Andlau), реж. Мишель Жену (фр. Michel Genoux) — Эрик
- 1982 — L’adieu aux enfants, реж. Клод Кудерк (фр. Claude Couderc) — Алекс

#### Сериалы
- 1973 — Демаркационная линия (La Ligne de démarcation), реж. Жак Эрто (фр. Jacques Ertaud) и Робер Мазойер (фр. Robert Mazoyer)
  - 1973 — эпизод Мэри (Mary) — Оки
- 1974—1986 — Господа присяжные заседатели (Messieurs les jurés).
  - 1976 — сезон 3 эпизод 4 Дело Кразнека (L’affaire Craznek), реж. Мишель Жену — Люсьен Шардон, свидетель
  - 1981 — сезон 8 эпизод 4 Дело Энрикеза (L’affaire Enriquez), реж. Андре Мишель (фр. André Michel) — Гранвилье
- 1976 — Дед-викинг / Дедушка-викинг (Grand-père Viking), реж. Клод-Жан Боннардо (фр. Claude-Jean Bonnardot) — взрослый Гийом Пудепьес
- 1958—1996 — Последние пять минут (Les cinq dernières minutes)
  - 1976 — эпизод Un collier d'épingles, реж. Клод Лурсе (фр. Claude Loursais) — жандарм Амори
  - 1976 — эпизод Le fil conducteur, реж. Клод Лурсе — модельер
  - 1980 — эпизод Un parfum d’Angélique, реж. Жан-Ив Жоди (фр. Jean-Yves Jeudi) — инспектор Вьерзи
- 1977 — Отдел по делам несовершеннолетних (Brigade des mineurs)
  - 1977 — эпизод 1 — Незначительные инциденты (Incidents mineurs), реж. Клод Лурсе — Даниэль Эрбо
- 1978 — La filière, реж. Ги-Андре Лефран (фр. Guy-André Lefranc) — Франсуа

### Театр

#### Режиссёр-постановщик
Указаны работы с 1975 года.
- 1975 — Le cosmonaute agricole, авт. Рене де Обальдиа — в рамках Festival d’art plastiqu, Монруж (Франция)
- 1975 — Le tableau, пьеса в 1-м акте, авт. Эжен Ионеско — в рамках Festival d’art plastique, Монруж (Франция)
- 1976 — Au bon caprice, авт. Жан-Люк Женер (Jean-Luc Jeener) — Théâtre Daniel-Sorano, Венсен (Франция)
- 1978 — Окассен и Николетта (Aucassin et Nicolette), спектакль для детей, адапт. Жан-Люка Женера рыцарского романа —- Théâtre Fontaine, Париж (Франция)
- 1979 — Прекрасная сарацинка (La Belle Sarrazine), муз. комедия по роману Aucassin et Nicolette, адапт. Жан-Люка Женера — Théâtre 13, Париж (Франция)
- 1981 — Зеленая борода (Barbe verte), комедия-буфф, авт. Жан-Люк Женер — Théâtre 13, Париж (Франция)
- 1981 — Ловушка медузы (Le piège de Méduse), лирич. комедия Эрика Сати — Théâtre Essaïon, в рамках 18-го фестиваля культуры и музыки в Маре (фр. Festival du Marais), Париж (Франция)
- 1982 — Ловушка медузы (Le Piège de Méduse) Эрика Сати — John Player Theatre, в рамках театрального фестиваля в Дублине (англ. Dublin Theatre Festival), Дублин (Ирландия)
- 1983 — Ловушка медузы (Le Piège de Méduse) Эрика Сати — Théâtre de la Renaissance, Улен (Франция)

#### Актёр
Указаны работы с 1972 года.
- 1972 — Trois couverts, пьеса в 1-м акте Шарля Ульмона (фр. Charles Oulmont — Théâtre Municipal, Мюлуз (Франция)
- 1972 — Le Médecin malgré lui, комедия в 3-х актах Мольера — Théâtre Berthelot, Париж (Франция)
- 1972 — La Jalousie du Barbouillé, фарс в 1-м акте Мольера — Théâtre Berthelot, Париж (Франция)
- 1973 — Amour en direct, пьеса и пост. Пьер-Жака Арреза (фр. Pierre-Jacques Arrese) — l’Arlequin-Parnasse, Париж (Франция)
- 1973 — La Jalousie du Barbouillé Мольера, пост. Кристиана Гро-Стефа (фр. Christian Grau-Stef) — Théâtre de l’A.C.T, Париж (Франция)
- 1973 — L’or et la neige, драматич. комедия Поля Палеолога (фр. Paul Paleologue), пост. Рене Ламара (фр. René Lamar) — Théâtre de l’Alliance Française, Париж (Франция)
- 1974 — Эльза и дикие лебеди (Elsa et les cygnes sauvages), кукольный спектакль для детей по сказке Х. К. Андерсена, Les P’tits bonshommes d’André Blin, 19-я Выставка Монружа (19e Salon de Montrouge), Монруж (Франция)
- 1974 — La Raison du plus fort ou Stop the war, автор и пост. Кристиан Гро-Стеф — Théâtre de l’A.C.T., Париж (Франция)
- 1976 — Dialogue à trois voix Жан-Люка Женера, пост. Бернадетты Лянж (фр. Bernadette Lange) — Théâtre Daniel-Sorano, Венсен (Франция)
- 1977 — Les Derniers hommes, пьеса и пост. Жан-Люка Женера — Théâtre Oblique, Париж (Франция)
- 1977 — Un sang fort, Воле Шойинка, адопт. Элизабет Жанвье (фр. Elisabeth Janvier), пост. Жан-Люка Женера — Théâtre de la Plaine, Париж (Франция)

### Радио
- 1980 — Le théâtre Chichois